# Стенешть (Димбовіца)
Стенешть, Стенешті (рум. Stănești) — село у повіті Димбовіца в Румунії. Адміністративно підпорядковане місту Рекарі.
Село розташоване на відстані 39 км на північний захід від Бухареста, 34 км на південний схід від Тирговіште, 108 км на південь від Брашова.

## Населення
За даними перепису населення 2002 року у селі проживали 222 особи, усі — румуни. Усі жителі села рідною мовою назвали румунську.